# Ör, Sundbyberg

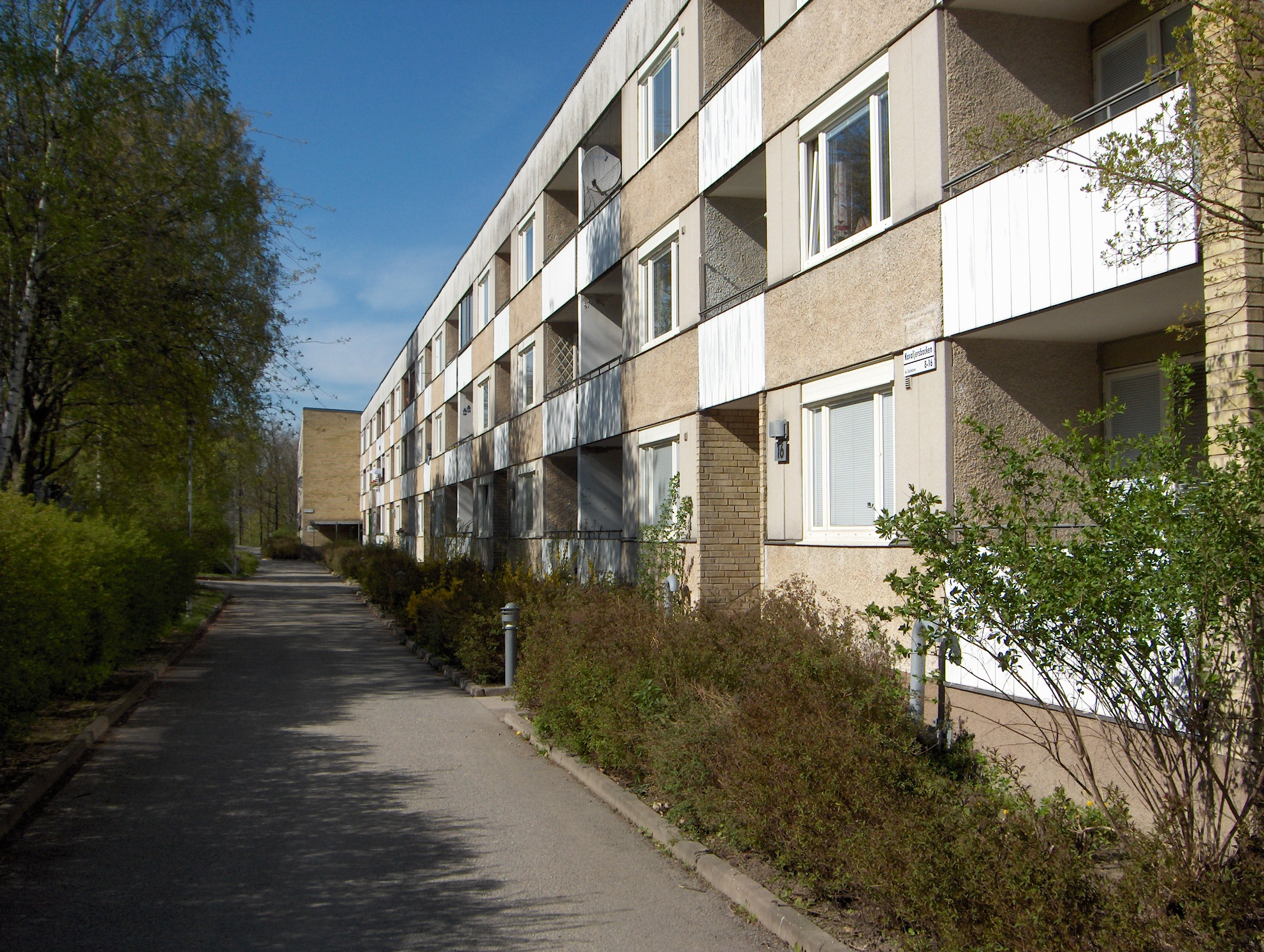
Typiskt bostadshus i Ör. Detta hus ligger på Kavaljersbacken.

Ör är en stadsdel i östra delen av Sundbybergs kommun. Den gränsar i söder mot Storskogen, i sydväst mot Centrala Sundbyberg, i väster mot Hallonbergen, i norr mot Brotorp/Järvastaden och i öster mot Solna kommun.
I norra delen av stadsdelen ligger Råsta gård och det stora bussgaraget Råstadepån. I södra delen, som avgränsning mot Storskogen, ligger parken Golfängarna.

## Historia och beskrivning

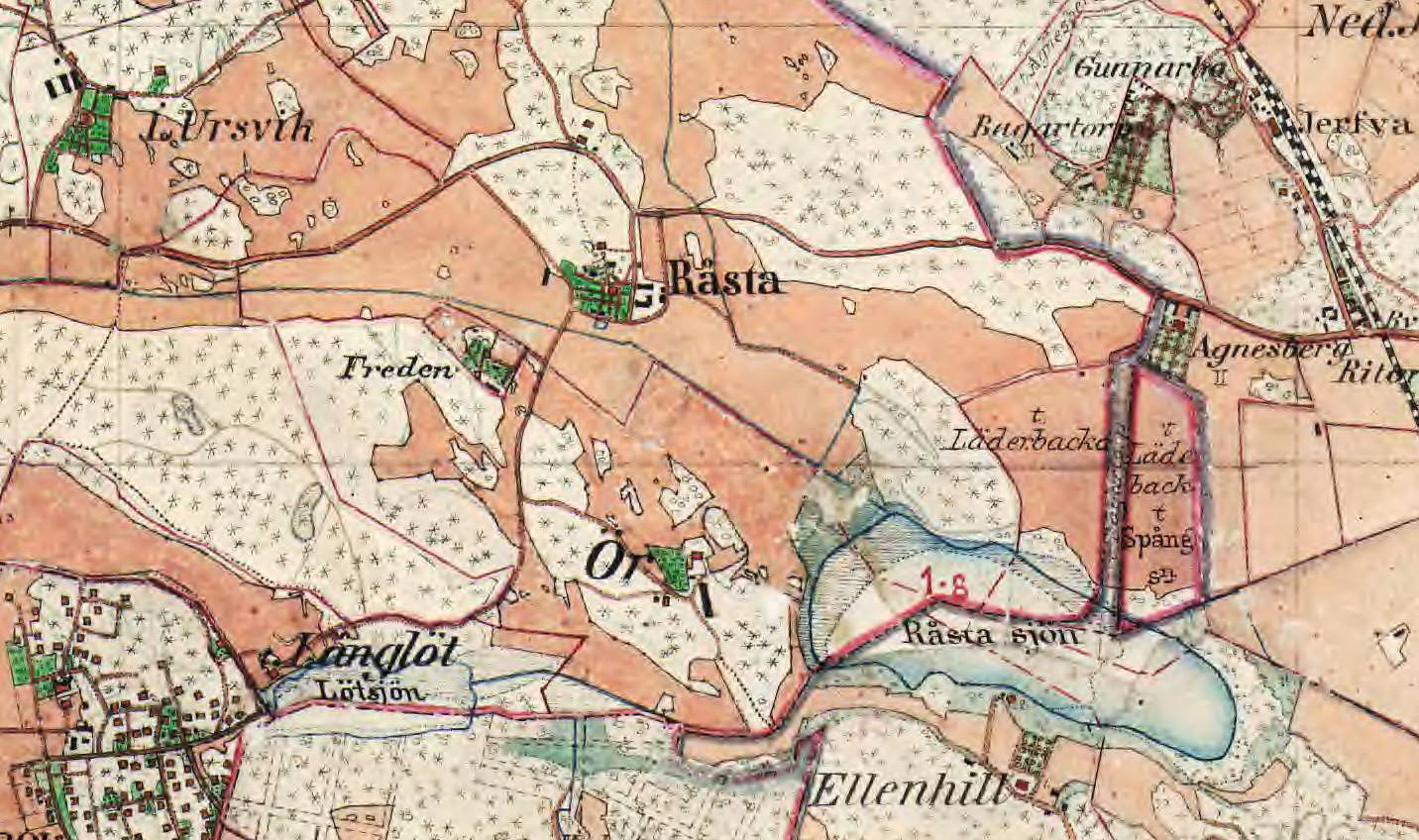
Ör, Råsta, Långlöt, Lilla Ursvik, Råstasjön och Lötsjön omkring år 1900.

Ör är omnämnt i skrift 1347, och år 1599 uppges att Ör är en mindre gård. Gården fanns kvar till in på 1900-talet, men huvudbyggnaden brann 1941. Ör var med sina vackra omgivningar förknippat med utflykter, musik och dans för sundbybergsbor under det tidiga 1900-talet. Här anordnades ungdomsdans på Örs loge, och jazzpionjärerna och syskonen Arthur Österwall, Irmgard Österwall och Seymour Österwall bodde och uppträdde här. Ör införlivades i Sundbyberg 1949, efter att tidigare ha tillhört Spånga landskommun. Sundbybergs stad köpte hemmanet 1962. De återstående av gårdens byggnader, som då förfallit under ett antal år, revs 1963.
Den första stadsplanen för Ör fastslogs 1962 och hade utarbetats av arkitekterna Carl-Fredrik Ahlberg och Bertel Granfelt. Den omarbetades av Sundbybergs stadsarkitekt Åke Östin och fastställdes 1963. Den nya stadsdelen Ör byggdes sedan upp i mitten av 1960-talet; de första hyresgästerna flyttade in i augusti 1964 och hela området invigdes den 28 oktober 1967. Ör blev därmed Sundbybergs första ytterstadsdel (följd av i tur och ordning Hallonbergen på 1970-talet, Rissne på 1980-talet och Ursvik under utbyggnad just nu). Bebyggelsen i Ör domineras av låghus med inbyggda balkonger, men det finns även några punkthus i gult tegel. Ör beboddes till en början mest av människor som flyttat ut från det överbefolkade Centrala Sundbyberg, vilket innebar att de nyinflyttade kände till trakten och i viss mån varandra. Detta gav tidigt Ör ett gott rykte. Med tiden har dock Örs befolkning fått en alltmer blandad bakgrund.
Stora delar av Ör består av mindre skogspartier, och i mitten av stadsdelen ligger ett parkstråk som bland annat omfattar Malins park, som enligt Sundbybergs Grönplan betraktas som en kvarterspark. Över huvud taget ligger bebyggelsen i Ör till stora delar i sparad natur. En etnografisk studie utförd 2010 visade att de boende i Ör uppfattar området som "lugnt, grönt och nära", men med potential för vidareutveckling. Detaljerade planer för nybebyggelse och stadsförnyelse av Ör presenterades av kommunen 2011.
Stadsdelen har en skola (Örskolan) och ett centrumhus. Det finns dock få affärer i Ör, på grund av konkurrensen från Hallonbergens centrum några hundra meter västerut. Gatan Örsvängen går genom hela området, medan övriga gator har namn efter det äldre nöjeslivet i trakten: Spelmanshöjden, Majeldsvägen, Logdansvägen, Ringleken, Kavaljersbacken, Mamsellstigen.

## Demografi
I Ör bodde 1 864 personer i slutet av 2012, vilket motsvarade 4,6 % av kommunens befolkning. Genom förtätning under 2010-talet väntas stadsdelens befolkning närmast fördubblas till över 3 500 personer fram till år 2027. År 2011 hade 34,3 % av invånarna i Ör utländsk bakgrund (var födda utomlands eller hade föräldrar som båda var födda utomlands), vilket är jämförbart med siffran för Sundbybergs kommun som helhet (35,2 %), men är markant lägre än siffran i näraliggande Hallonbergen (72,1 %).
I Ör finns 1 074 bostäder. Fram till och med 2007 var samtliga hyresrätter som uppläts genom den kommunägda hyresvärden Förvaltaren. Från och med 2008 har vissa ombildningar till bostadsrätt skett, och per den 31 december 2011 var 84 % av bostäderna hyresrätter och 16 % bostadsrätter.

### Partisympatier
Vid allmänna val utgör Ör ett valdistrikt. Röstfördelningen inom distriktet vid riksdagsvalet 2018 redovisas nedan.
| Valdistrikt | M  | C   | FP  | KD  | S    | V    | MP  | SD   | FI  | ÖVR | Antal röstberättigade | VDT  |
| Ör          | 15 | 4,5 | 4,7 | 4,8 | 35,7 | 13,3 | 4,1 | 16,1 | 0,4 | 1,5 | 1487                  | 79,2 |

I jämförelse med Sundbybergs kommun som helhet är Moderaterna, Centerpartiet, Liberalerna och Miljöpartiet svagare i Ör, medan Socialdemokraterna, Vänsterpartiet och Sverigedemokraterna är starkare. 

## Kommunikationer

### Tunnelbana
Boende i Ör har gångavstånd till tunnelbanestationen Hallonbergen, som endast har en uppgång, nämligen i Hallonbergens centrum. Kommunen avser att undersöka möjligheten att anlägga en ny tunnelbaneuppgång för station Hallonbergen i Ör. I södra delen av Ör kan man även promenera till stationen Näckrosen.

### Bussar
Buss 506 (Hallonbergen–Karolinska sjukhuset) trafikerar Ör. Ytterligare busslinjer finns tillgängliga om man promenerar till Hallonbergen.

## Sport
I Ör ligger Sveriges nationalarena för baseboll, Örvallen. Förutom Sveriges herrlandslag i baseboll har även den lokala klubben Sundbyberg Heat arenan som sin hemmaarena.